# Kolda
Kolda è una città nella parte meridionale del Senegal, vicino al confine con la Guinea-Bissau. È il 
capoluogo dell'omonima regione Kolda.

## Geografia fisica

### Territorio
Il fiume Casamance attraversa la città; nella stagione secca è simile a una serie di pozze fangose. La presenza del fiume rende la zona verde e più rigogliosa rispetto alle altre città del Senegal.

### Clima
La temperatura media annuale è di 27,7 °C con un massimo di 34,9 °C nel mese di aprile, maggio e ottobre, e un minimo di 20,4 °C a gennaio e agosto. Ci sono due stagioni principali, quella secca da novembre a maggio e la stagione che va da giugno ad ottobre che è la stagione delle piogge.

## Popolazione
Stime demografiche ufficiali raccolte nei seguenti anni:
- nel 1988 – 34 337 abitanti;
- nel 2002 – 53 921 abitanti;
- nel 2002 – 60 491 abitanti;
- nel 2007 – 62 258 abitanti.

## Monumenti e luoghi d'interesse
Sono presenti 14 parrocchie appartenenti alla diocesi di Kolda, sede della Chiesa cattolica suffraganea dell'arcidiocesi di Dakar.
Nella città è presente un Centro di Ricerca Zootecnica (CRZ) creato nel 1972.

## Infrastrutture e trasporti
Kolda è provvista di un aeroporto che offre voli nazionali.

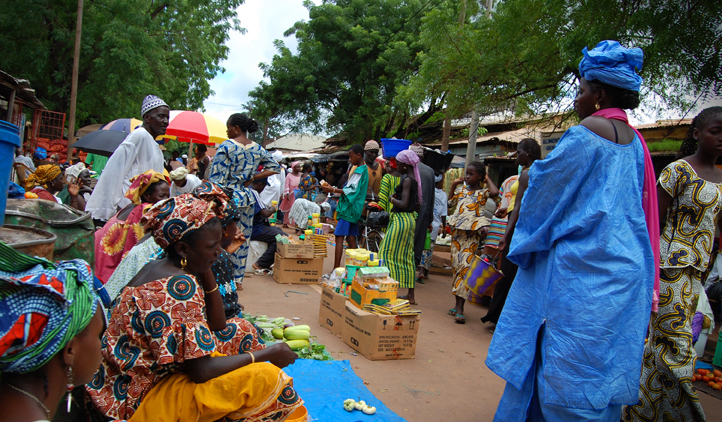
Mercato centrale di Kolda (settembre 2007)